# Publi Eli Petus (cònsol 337 aC)
Publi Eli Pet (en llatí: Publius Aelius Paetus) va ser un magistrat romà del segle iv aC. Formava part de la gens Èlia i era de la família dels Petus.
Va ser elegit cònsol l'any 337 aC juntament amb Gai Sulpici Llong, i el 321 aC va ser mestre de la cavalleria del dictador Quint Fabi Ambust. Va ser un dels primers plebeus que va arribar a ser àugur, l'any 300 aC. Segurament va ser el pare de Gai Eli Petus, cònsol l'any 286 aC.